# César de melhor ator secundário
O César de melhor ator secundário (em francês: César du meilleur acteur dans un second rôle) é um prémio cinematográfico atribuído anualmente desde 1976, pela academia dos Césares, ao melhor ator num papel secundário de um filme de produção francesa.
Alguns atores venceram esta categoria mais de uma vez:
- Duas vezes: Jean Carmet (1983, 1992), Niels Arestrup (2006, 2010), André Dussollier (1993, 2002), Jacques Dufilho (1978, 1981)

Os atores que mais vezes foram nomeados a este prémio são Fabrice Luchini, André Dussollier e Guy Marchand, obtendo no total 5 nomeações cada. Seguidos por Jean-Pierre Marielle, Jean Carmet, Jean-Hugues Anglade, François Cluzet (4), Claude Rich, Lambert Wilson, Jean Bouise, Bernard Giraudeau, Roschdy Zem, Michel Aumont, Jacques Dufilho, Niels Arestrup, Michael Lonsdale (3), Gérard Darmon, Dany Boon, Jacques Villeret, Jamel Debbouze, Jean-Louis Trintignant, Jean-Pierre Bacri, François Berléand, Jean-Claude Brialy, Gérard Lanvin, Jean-Paul Roussillon, Bernard Le Coq,  Clovis Cornillac, Eddy Mitchell, Jacques Dutronc, Daniel Prévost, Ticky Holgado e Maurice Garrel (2).

## Vencedores

### Década de 1970
| Ano  | Ator                 | Personagem                 | Filme                            | Título Brasil               | Título Portugal              |
| ---- | -------------------- | -------------------------- | -------------------------------- | --------------------------- | ---------------------------- |
| 1976 | Jean Rochefort       | O abade Dubois             | Que la fête commence             |                             | Vamos a Isto que É Festa     |
| 1976 | Victor Lanoux        | Pierre Lardatte            | Adieu poulet                     | Adeus, Bruto                | Adeus, Inspector             |
| 1976 | Patrick Dewaere      | Lefèvre                    | Adieu poulet                     | Adeus, Bruto                | Adeus, Inspector             |
| 1976 | Jean Bouise          | François                   | Le Vieux Fusil                   | O Velho Fuzil               |                              |
| 1977 | Claude Brasseur      | Daniel                     | Un éléphant ça trompe énormément |                             | As Belas Mulheres dos Outros |
| 1977 | Jean-Claude Brialy   | O procurador Villedieu     | Le Juge et l'Assassin            |                             | O Juiz e o Assassino         |
| 1977 | Jacques Dutronc      | Pierre                     | Mado                             | Mado - Um Amor Impossível   |                              |
| 1977 | Charles Denner       | O advogado                 | Si c'était à refaire             | Se Tivesse que Refazer Tudo |                              |
| 1978 | Jacques Dufilho      | O mecânico-chefe           | Le Crabe-tambour                 |                             |                              |
| 1978 | Michel Aumont        | Pierre                     | Des enfants gâtés                |                             |                              |
| 1978 | Jean-François Balmer | Waldeck                    | La Menace                        |                             |                              |
| 1978 | Jean Bouise          | O procurador-geral Arnould | Le Juge Fayard dit Le Shérif     |                             |                              |
| 1978 | Philippe Léotard     | Marec                      | Le Juge Fayard dit Le Shérif     |                             |                              |
| 1979 | Jacques Villeret     | Robert Villiers            | Robert et Robert                 |                             | Robert e Robert              |
| 1979 | Michel Serrault      | Mirement                   | L'Argent des autres              |                             | O Dinheiro dos Outros        |
| 1979 | Jean Carmet          | Adrien Courtois            | Le Sucre                         |                             |                              |
| 1979 | Claude Brasseur      | Serge                      | Une histoire simple              |                             | Uma História Simples         |

### Década de 1980
| Ano  | Ator                     | Personagem             | Filme                                | Título Brasil                   | Título Portugal                 |
| ---- | ------------------------ | ---------------------- | ------------------------------------ | ------------------------------- | ------------------------------- |
| 1980 | Jean Bouise              | Sivardière             | Coup de tête                         |                                 | Golpe de Cabeça                 |
| 1980 | Michel Aumont            | Franckie               | Courage fuyons                       |                                 | Coragem, Fujamos                |
| 1980 | Bernard Giraudeau        | François               | Le Toubib                            | O Médico                        | Amor Ameaçado                   |
| 1980 | Bernard Blier            | Staplin                | Série noire                          |                                 | Série Negra                     |
| 1981 | Jacques Dufilho          | Adrien Dussart         | Un mauvais fils                      | Um Mau Filho                    | Um Mau Filho                    |
| 1981 | Alain Souchon            | Claude                 | Je vous aime                         |                                 | Os Homens que Eu Amei           |
| 1981 | Heinz Bennent            | Lucas Steiner          | Le Dernier Métro                     | O Último Metrô                  | O Último Metro                  |
| 1981 | Guy Marchand             | André                  | Loulou                               |                                 | Loulou                          |
| 1982 | Guy Marchand             | Marcel Belmont         | Garde à vue                          | Cidadão sob Custódia            | Sem Culpa Formada               |
| 1982 | Jean-Pierre Marielle     | Le Péron/Georges       | Coup de torchon                      |                                 | Justiceiro por Conta Própria    |
| 1982 | Eddy Mitchell            | Nono                   | Coup de torchon                      |                                 | Justiceiro por Conta Própria    |
| 1982 | Gérard Lanvin            | Louis Coline           | Une étrange affaire                  |                                 |                                 |
| 1983 | Jean Carmet              | Thénardier             | Les Misérables                       | Os Miseráveis                   | Os Miseráveis                   |
| 1983 | Gérard Klein             | Maurice Bouillard      | La passante du Sans-Souci            |                                 | O Bar da Última Esperança       |
| 1983 | Michel Jonasz            | Simon                  | Qu'est-ce qui fait courir David?     |                                 | Que Faz Correr David?           |
| 1983 | Jean-François Stévenin   | Dambiel                | Une chambre en ville                 |                                 |                                 |
| 1984 | Richard Anconina         | Youseff Bensoussan     | Tchao Pantin                         |                                 |                                 |
| 1984 | Guy Marchand             | Michel Korski          | Coup de foudre                       |                                 | Paixões em Tempo de Guerra      |
| 1984 | Bernard Fresson          | Francis                | Garçon!                              |                                 | Um Homem Apaixonado             |
| 1984 | Jacques Villeret         | Gilbert                | Garçon!                              |                                 | Um Homem Apaixonado             |
| 1984 | François Cluzet          | Mickey                 | L'Été meurtrier                      |                                 | O Verão Assassino               |
| 1985 | Richard Bohringer        | Albert Lorca           | L'Addition                           |                                 | Estranha Paixão                 |
| 1985 | Lambert Wilson           | Milan Mliska           | La Femme publique                    |                                 | A Mulher Pública                |
| 1985 | Fabrice Luchini          | Octave                 | Les Nuits de la pleine lune          | Noites de Lua Cheia             | Noites de Lua Cheia             |
| 1985 | Bernard-Pierre Donnadieu | Mathias Hagen (Matt)   | Rue barbare                          |                                 | Os Selvagens da Rua             |
| 1985 | Michel Aumont            | Gonzague               | Un dimanche à la campagne            | Um Sonho de Domingo             | Um Domingo no Campo             |
| 1986 | Michel Boujenah          | Michel                 | Trois Hommes et un couffin           | 3 Homens e um Bebê              | Três Homens e Um Berço          |
| 1986 | Xavier Deluc             | Hugo Spark             | On ne meurt que deux fois            |                                 | Só se Morre Duas Vezes          |
| 1986 | Michel Galabru           | O comissário Gesberg   | Subway                               |                                 | Subterrâneo                     |
| 1986 | Jean-Hugues Anglade      | Le Roller              | Subway                               |                                 | Subterrâneo                     |
| 1986 | Jean-Pierre Bacri        | O inspetor Batman      | Subway                               |                                 | Subterrâneo                     |
| 1987 | Pierre Arditi            | Pierre Belcroix        | Mélo                                 | Melô                            | Mélo                            |
| 1987 | Gérard Darmon            | Eddy                   | 37°2 le matin                        | Betty Blue                      | Betty Blue 37º2 de Manhã        |
| 1987 | Jean-Louis Trintignant   | Pierre                 | La Femme de ma vie                   | A Mulher da Minha Vida          |                                 |
| 1987 | Claude Piéplu            | O professor            | Le Paltoquet                         |                                 |                                 |
| 1987 | Jean Carmet              | Sr. Martin             | Les Fugitifs                         |                                 |                                 |
| 1988 | Jean-Claude Brialy       | Klotz                  | Les Innocents                        |                                 | A Culpa dos Inocentes           |
| 1988 | Tom Novembre             | Victorien              | Agent trouble                        |                                 |                                 |
| 1988 | Jean-Pierre Kalfon       | O comissário           | Le Cri du hibou                      |                                 | O Grito do Mocho                |
| 1988 | Jean-Pierre Léaud        | O comissário Bouvreuil | Les Keufs                            |                                 |                                 |
| 1988 | Guy Marchand             | O inspetor Leroyer     | Noyade interdite                     |                                 |                                 |
| 1989 | Patrick Chesnais         | O diretor executivo    | La Lectrice                          | Uma Leitora Bem Particular      | A Leitora                       |
| 1989 | Alain Cuny               | Louis-Prosper Claudel  | Camille Claudel                      | Camille Claudel                 | A Paixão de Camille Claudel     |
| 1989 | Patrick Bouchitey        | Padre Aubergé          | La vie est un long fleuve tranquille | A Vida É um Longo Rio Tranqüilo | A Vida É um Longo Rio Tranquilo |
| 1989 | Jean Reno                | Enzo Molinari          | Le Grand Bleu                        | Imensidão Azul                  | Vertigem Azul                   |
| 1989 | Jean-Pierre Marielle     | Raoul Fonfrin          | Quelques jours avec moi              |                                 | Alguns Dias Comigo              |

### Década de 1990
| Ano  | Ator                   | Personagem                    | Filme                                | Título Brasil                     | Título Portugal             |
| ---- | ---------------------- | ----------------------------- | ------------------------------------ | --------------------------------- | --------------------------- |
| 1990 | Robert Hirsch          | Raoul                         | Hiver 54, l'abbé Pierre              |                                   |                             |
| 1990 | Jacques Bonnaffé       | André Gravey                  | Baptême                              |                                   |                             |
| 1990 | François Cluzet        | Daniel                        | Force majeure                        |                                   |                             |
| 1990 | François Perrot        | Perrin                        | La Vie et rien d'autre               |                                   |                             |
| 1990 | Roland Blanche         | Marcello                      | Trop belle pour toi                  | Linda Demais para Você            | Bela Demais para Ti         |
| 1991 | Jacques Weber          | O conde de Guiche             | Cyrano de Bergerac                   | Cyrano de Bergerac                | Cyrano de Bergerac          |
| 1991 | Maurice Garrel         | Jean                          | La Discrète                          |                                   |                             |
| 1991 | Michel Duchaussoy      | Georges                       | Milou en mai                         | Loucuras de uma Primavera         | Os Malucos de Maio          |
| 1991 | Michel Galabru         | Monglat                       | Uranus                               |                                   |                             |
| 1991 | Daniel Prévost         | Rochard                       | Uranus                               |                                   |                             |
| 1992 | Jean Carmet            | Raymond Pelleveau (idoso)     | Merci la vie                         | Obrigado à Vida                   | Que Raio de Vida!           |
| 1992 | Jean-Claude Dreyfus    | Clapet                        | Delicatessen                         | Delicatessen                      | Delicatessen                |
| 1992 | Ticky Holgado          | Crayon                        | Une époque formidable                |                                   |                             |
| 1992 | Bernard Le Coq         | Théodore Van Gogh             | Van Gogh                             |                                   | Van Gogh                    |
| 1992 | Gérard Séty            | médico Paul Gachet            | Van Gogh                             |                                   | Van Gogh                    |
| 1993 | André Dussollier       | Maxime                        | Un cœur en hiver                     | Um Coração no Inverno             | Um Coração no Inverno       |
| 1993 | Jean Yanne             | Guy Asselin                   | Indochine                            | Indochina                         | Indochina                   |
| 1993 | Patrick Timsit         | Michou                        | La Crise                             | A Crise                           | A Crise                     |
| 1993 | Fabrice Luchini        | Camille                       | Le Retour de Casanova                |                                   | O Regresso de Casanova      |
| 1993 | Jean-Pierre Marielle   | Almeida                       | Max et Jérémie                       |                                   | Max e Jeremie               |
| 1994 | Fabrice Luchini        | Fabrice Lenormand             | Tout ça pour ça                      |                                   | Tempestade Num Copo de Água |
| 1994 | Jean-Pierre Darroussin | Fred                          | Cuisine et dépendances               |                                   |                             |
| 1994 | Jean-Roger Milo        | Antoine Chaval                | Germinal                             |                                   | Germinal                    |
| 1994 | Thomas Langmann        | Marcel                        | Le Nombril du monde                  |                                   |                             |
| 1994 | Didier Bezace          | O comissário Carré            | Profil bas                           |                                   |                             |
| 1995 | Jean-Hugues Anglade    | Carlos IX                     | La Reine Margot                      | A Rainha Margot                   | A Rainha Margot             |
| 1995 | Claude Rich            | Duque Clovis de Crassac       | La Fille de d'Artagnan               |                                   |                             |
| 1995 | Fabrice Luchini        | Derville                      | Le Colonel Chabert                   | Coronel Chabert - Amor e Mentiras | O Coronel Chabert           |
| 1995 | Bernard Giraudeau      | François                      | Le Fils préféré                      |                                   |                             |
| 1995 | Daniel Russo           | Georges                       | Neuf mois                            |                                   |                             |
| 1996 | Eddy Mitchell          | Gérard Thulliez               | Le bonheur est dans le pré           | Enganar É Viver                   |                             |
| 1996 | Ticky Holgado          | Antoine                       | Gazon maudit                         |                                   | A Minha Mulher Tem Noiva    |
| 1996 | Jean-Pierre Cassel     | Georges                       | La Cérémonie                         | Mulheres Diabólicas               | A Cerimónia                 |
| 1996 | Jean-Hugues Anglade    | Vincent Granec                | Nelly et Monsieur Arnaud             | Minha Secretária                  |                             |
| 1996 | Michael Lonsdale       | Dollabella                    | Nelly et Monsieur Arnaud             | Minha Secretária                  |                             |
| 1997 | Jean-Pierre Darroussin | Denis                         | Un air de famille                    | Odeio te Amar                     |                             |
| 1997 | Jacques Gamblin        | André Lemoine                 | Pédale douce                         | Loucas Noites de Batom            |                             |
| 1997 | Bernard Giraudeau      | O abade de Vilecourt          | Ridicule                             | Ridículo                          | O Ridículo                  |
| 1997 | Jean Rochefort         | O marquês de Bellegarde       | Ridicule                             | Ridículo                          | O Ridículo                  |
| 1997 | Albert Dupontel        | Dionnet                       | Un héros très discret                | Um Herói Muito Discreto           | Um Herói Muito Discreto     |
| 1998 | Jean-Pierre Bacri      | Nicolas                       | On connaît la chanson                | Amores Parisienses                | É Sempre a Mesma Cantiga    |
| 1998 | Vincent Perez          | Duque Philippe de Nevers      | Le Bossu                             |                                   | O Corcunda                  |
| 1998 | Jean-Pierre Darroussin | Dédé                          | Marius et Jeannette                  | Marius e Jeannette                | Marius e Jeannette          |
| 1998 | Gérard Jugnot          | Henri                         | Marthe                               |                                   |                             |
| 1998 | Lambert Wilson         | Marc Duveyrier                | On connaît la chanson                | Amores Parisienses                | É Sempre a Mesma Cantiga    |
| 1999 | Daniel Prévost         | Lucien Cheval                 | Le Dîner de cons                     |                                   | O Jantar de Palermas        |
| 1999 | Jean-Louis Trintignant | Jean-Baptiste/Lucien Emmerich | Ceux qui m'aiment prendront le train | Os que me Amam Tomarão o Trem     | Quem Me Amar Irá de Comboio |
| 1999 | Vincent Perez          | Frédéric/Vivane               | Ceux qui m'aiment prendront le train | Os que me Amam Tomarão o Trem     | Quem Me Amar Irá de Comboio |
| 1999 | Bernard Fresson        | Vincent Malivert              | Place Vendôme                        |                                   |                             |
| 1999 | Jacques Dutronc        | Battistelli                   | Place Vendôme                        |                                   |                             |

### Década de 2000
| Ano  | Ator                 | Personagem                         | Filme                                       | Título Brasil                        | Título Portugal                                |
| ---- | -------------------- | ---------------------------------- | ------------------------------------------- | ------------------------------------ | ---------------------------------------------- |
| 2000 | François Berléand    | Maxime Nassieff                    | Ma petite entreprise                        |                                      |                                                |
| 2000 | Jacques Dufilho      | Noël                               | C'est quoi la vie?                          |                                      |                                                |
| 2000 | Claude Rich          | Stanislas Roman                    | La Bûche                                    | Três Irmãs                           |                                                |
| 2000 | André Dussollier     | Amédée                             | Les Enfants du marais                       |                                      |                                                |
| 2000 | Roschdy Zem          | Sami                               | Ma petite entreprise                        |                                      |                                                |
| 2001 | Gérard Lanvin        | Franck Moreno                      | Le Goût des autres                          | O Gosto dos Outros                   | O Gosto dos Outros                             |
| 2001 | Lambert Wilson       | Artus de Poulignac                 | Jet Set                                     |                                      |                                                |
| 2001 | Emir Kusturica       | Neel Auguste                       | La Veuve de Saint-Pierre                    | A Viúva de Saint-Pierre              |                                                |
| 2001 | Alain Chabat         | Bruno Deschamps                    | Le Goût des autres                          | O Gosto dos Outros                   | O Gosto dos Outros                             |
| 2001 | Jean-Pierre Kalfon   | Luís XIV                           | Saint-Cyr                                   |                                      |                                                |
| 2002 | André Dussollier     | O cirurgião                        | La Chambre des officiers                    |                                      |                                                |
| 2002 | Edouard Baer         | Alex Basato                        | Betty Fisher et autres histoires            | Betty Fisher e Outras Histórias      | Betty Fisher                                   |
| 2002 | Jamel Debbouze       | Lucien                             | Le Fabuleux Destin d'Amélie Poulain         | O Fabuloso Destino de Amélie Poulain | O Fabuloso Destino de Amélie                   |
| 2002 | Rufus                | Raphaël Poulain                    | Le Fabuleux Destin d'Amélie Poulain         | O Fabuloso Destino de Amélie Poulain | O Fabuloso Destino de Amélie                   |
| 2002 | Jean-Paul Roussillon | Jean                               | Une Hirondelle a fait le printemps          | Encontro Inesperado                  | Uma Andorinha Fez a Primavera                  |
| 2003 | Bernard Le Coq       | O professor Christian Licht        | Se souvenir des belles choses               |                                      |                                                |
| 2003 | Gérard Darmon        | Amonbofis                          | Astérix & Obélix: Mission Cléopâtre         | Asterix e Obelix - Missão Cleópatra  | Asterix e Obelix - Missão Cleópatra            |
| 2003 | Jamel Debbouze       | Numérobis                          | Astérix & Obélix: Mission Cléopâtre         | Asterix e Obelix - Missão Cleópatra  | Asterix e Obelix - Missão Cleópatra            |
| 2003 | Denis Podalydès      | Jérôme                             | Embrassez qui vous voudrez                  | Beije Quem Você Quiser               | Amor Sem Tréguas                               |
| 2003 | François Cluzet      | Luc                                | L'Adversaire                                | O Adversário                         | O Adversário                                   |
| 2004 | Darry Cowl           | Sra. Foin                          | Pas sur la bouche                           | Na Boca, Não                         | Nos Lábios Não                                 |
| 2004 | Clovis Cornillac     | Didier                             | À la petite semaine                         |                                      |                                                |
| 2004 | Yvan Attal           | Raoul                              | Bon Voyage                                  | Viagem do Coração                    | Boa Viagem                                     |
| 2004 | Jean-Pierre Marielle | Simon Marceaux                     | La Petite Lili                              |                                      | A Pequena Lili                                 |
| 2004 | Marc Lavoine         | Alex                               | Le Cœur des hommes                          | O Coração dos Homens                 |                                                |
| 2005 | Clovis Cornillac     | Kevin                              | Mensonges et trahisons et plus si affinités |                                      | A História da Minha Vida - Mentiras e Traições |
| 2005 | André Dussollier     | Robert Mancini                     | 36 quai des Orfèvres                        | 36                                   | 36 Anti-Corrupção                              |
| 2005 | François Berléand    | Rachin                             | Les Choristes                               | A Voz do Coração                     | Os Coristas                                    |
| 2005 | Jean-Paul Rouve      | Jean-Baptiste Coussaud (Couscous)  | Podium                                      |                                      | Podium                                         |
| 2005 | Maurice Garrel       | Louis Jennsens                     | Rois et Reine                               | Reis e Rainha                        | Reis e Rainha                                  |
| 2006 | Niels Arestrup       | Robert Seyr                        | De battre mon cœur s'est arrêté             | De Tanto Bater, Meu Coração Parou    | De Tanto Bater o Meu Coração Parou             |
| 2006 | Maurice Bénichou     | Majid                              | Caché                                       | Caché                                | Nada a Esconder                                |
| 2006 | Georges Wilson       | Sr. Delsart                        | Je ne suis pas là pour être aimé            | Dançar — Despertar de um Desejo      |                                                |
| 2006 | Dany Boon            | Ponchel                            | Joyeux Noël                                 | Feliz Natal                          | Feliz Natal                                    |
| 2006 | Roschdy Zem          | Solo                               | Le Petit lieutenant                         | O Pequeno Tenente                    | A Outra Face da Lei                            |
| 2007 | Kad Merad            | Paul Tellier                       | Je vais bien, ne t'en fais pas              | Não se Preocupe, Estou Bem!          | Eu Estou Bem, Não se Preocupem                 |
| 2007 | Guy Marchand         | Mirko                              | Dans Paris                                  | Em Paris                             | Em Paris                                       |
| 2007 | Dany Boon            | Richard                            | La Doublure                                 | Contratado para Amar                 | Duplo no Amor                                  |
| 2007 | André Dussollier     | Jacques Laurentin                  | Ne le dis à personne                        | Não Conte a Ninguém                  | Não Digas a Ninguém                            |
| 2007 | François Cluzet      | René                               | Quatre étoiles                              | Quatro Estrelas                      | Quatro Estrelas                                |
| 2008 | Sami Bouajila        | Mehdi                              | Les Témoins                                 | As Testemunhas                       |                                                |
| 2008 | Laurent Stocker      | Philibert Marquet de la Durbelière | Ensemble, c'est tout                        |                                      | Enfim, Juntos                                  |
| 2008 | Pascal Greggory      | Louis Barrier                      | La Môme                                     | Piaf - Um Hino ao Amor               | La Vie en Rose                                 |
| 2008 | Michael Lonsdale     | Mathias Jüst                       | La Question humaine                         | A Questão Humana                     |                                                |
| 2008 | Fabrice Luchini      | Sr. Jourdain                       | Molière                                     | As Aventuras de Molière              |                                                |
| 2009 | Jean-Paul Roussillon | Abel                               | Un conte de Noël                            | Um Conto de Natal                    | Um Conto de Natal                              |
| 2009 | Benjamin Biolay      | o pai da Stella                    | Stella                                      |                                      |                                                |
| 2009 | Claude Rich          | Robert                             | Aide-toi, le ciel t'aidera                  |                                      |                                                |
| 2009 | Pierre Vaneck        | o pai do Antoine                   | Deux jours à tuer                           |                                      | Dois Dias para Esquecer                        |
| 2009 | Roschdy Zem          | Christophe Abadi                   | La Fille de Monaco                          | A Garota de Mônaco                   |                                                |

### Década de 2010
| Ano              | Ator                    | Personagem                | Filme                            | Título Brasil                  | Título Portugal                |
| ---------------- | ----------------------- | ------------------------- | -------------------------------- | ------------------------------ | ------------------------------ |
| 2010             | Niels Arestrup          | César Luciani             | Un prophète                      | O Profeta                      | Um Profeta                     |
| 2010             | Jean-Hugues Anglade     | O desequilibrado          | Persécution                      | Perseguição                    |                                |
| 2010             | Joeystarr               | Joeystarr                 | Le Bal des actrices              |                                |                                |
| 2010             | Benoît Poelvoorde       | Étienne Balsan            | Coco avant Chanel                | Coco antes de Chanel           | Coco avant Chanel              |
| 2010             | Michel Vuillermoz       | Pierre                    | Le Dernier pour la route         | Um Novo Caminho                |                                |
| 2011             | Michael Lonsdale        | Irmão Luc Dochier         | Des hommes et des dieux          | Homens e Deuses                | Dos Homens e dos Deuses        |
| 2011             | Niels Arestrup          | Bartholomé                | L'Homme qui voulait vivre sa vie |                                |                                |
| 2011             | François Damiens        | Marc                      | L'Arnacœur                       | Como Arrasar um Coração        | O Quebra Corações              |
| 2011             | Gilles Lellouche        | Éric                      | Les Petits Mouchoirs             |                                | Pequenas Mentiras entre Amigos |
| 2011             | Olivier Rabourdin       | Christophe                | Des hommes et des dieux          | Homens e Deuses                | Dos Homens e dos Deuses        |
| 2012             | Michel Blanc            | Gilles                    | L'Exercice de l'État             |                                |                                |
| 2012             | Nicolas Duvauchelle     | Mathieu                   | Polisse                          | Políssia                       | Polissia                       |
| 2012             | JoeyStarr               | Fred                      | Polisse                          | Políssia                       | Polissia                       |
| 2012             | Bernard Le Coq          | Jacques Chirac            | La Conquête                      |                                |                                |
| 2012             | Frédéric Pierrot        | Balloo                    | Polisse                          | Políssia                       | Polissia                       |
| 2013             | Guillaume de Tonquédec  | Claude                    | Le Prénom                        | Qual É o Nome do Bebê          | O Nome da Discórdia            |
| 2013             | Samir Guesmi            | Éric                      | Camille redouble                 |                                |                                |
| 2013             | Benoît Magimel          | Paul Lederman             | Cloclo                           | My Way - O Mito Além da Música |                                |
| 2013             | Claude Rich             | Sébastien Hauer           | Cherchez Hortense                |                                |                                |
| 2013             | Michel Vuillermoz       | pai de Camille            | Camille redouble                 |                                |                                |
| 2014             | Niels Arestrup          | Claude Maupas             | Quai d'Orsay                     |                                |                                |
| 2014             | Patrick Chesnais        | Philippe                  | Les Beaux Jours                  | Os Belos Dias                  |                                |
| 2014             | Patrick d'Assumçao      | Henri                     | L'Inconnu du lac                 | Um Estranho no Lago            | O Desconhecido do Lago         |
| 2014             | François Damiens        | Nicolas                   | Suzanne                          |                                |                                |
| 2014             | Olivier Gourmet         | Gilles                    | Grand Central                    |                                | Grand Central                  |
| 2015             | Reda Kateb              |                           | Hippocrate                       |                                |                                |
| 2015             | Éric Elmosnino          |                           | La Famille Bélier                |                                |                                |
| 2015             | Guillaume Gallienne     |                           | Yves Saint Laurent               |                                |                                |
| 2015             | Louis Garrel            |                           | Saint Laurent                    |                                |                                |
| 2015             | Jérémie Renier          |                           | Saint Laurent                    |                                |                                |
| 2016             |                         |                           |                                  |                                |                                |
| Benoît Magimel   |                         | La Tête haute             |                                  |                                |                                |
| Michel Fau       |                         | Marguerite                | Marguerite                       | Marguerite                     |                                |
| André Marcon     |                         | Marguerite                | Marguerite                       | Marguerite                     |                                |
| Louis Garrel     |                         | Mon roi                   |                                  |                                |                                |
| Vincent Rottiers |                         | Dheepan                   |                                  |                                |                                |
| 2017             |                         |                           |                                  |                                |                                |
| James Thierrée   | George Foottit          | Chocolat                  |                                  |                                |                                |
| Gabriel Arcand   | Pierre                  | Le Fils de Jean           |                                  |                                |                                |
| Vincent Cassel   | Antoine                 | Juste la fin du monde     |                                  |                                |                                |
| Vincent Lacoste  | Sam                     | Victoria                  |                                  |                                |                                |
| Laurent Lafitte  | Patrick                 | Elle                      |                                  |                                |                                |
| Melvil Poupaud   | Vincent                 | Victoria                  |                                  |                                |                                |
| 2018             |                         |                           |                                  |                                |                                |
| Antoine Reinartz | Thibault                | 120 battements par minute |                                  |                                |                                |
| Niels Arestrup   | Marcel Péricourt        | Au revoir là-haut         |                                  |                                |                                |
| Laurent Lafitte  | Henri d'Aulnay-Pradelle | Au revoir là-haut         |                                  |                                |                                |
| Gilles Lellouche | James                   | Le Sens de la fête        |                                  |                                |                                |
| Vincent Macaigne | Julien                  | Le Sens de la fête        |                                  |                                |                                |